# Albarda

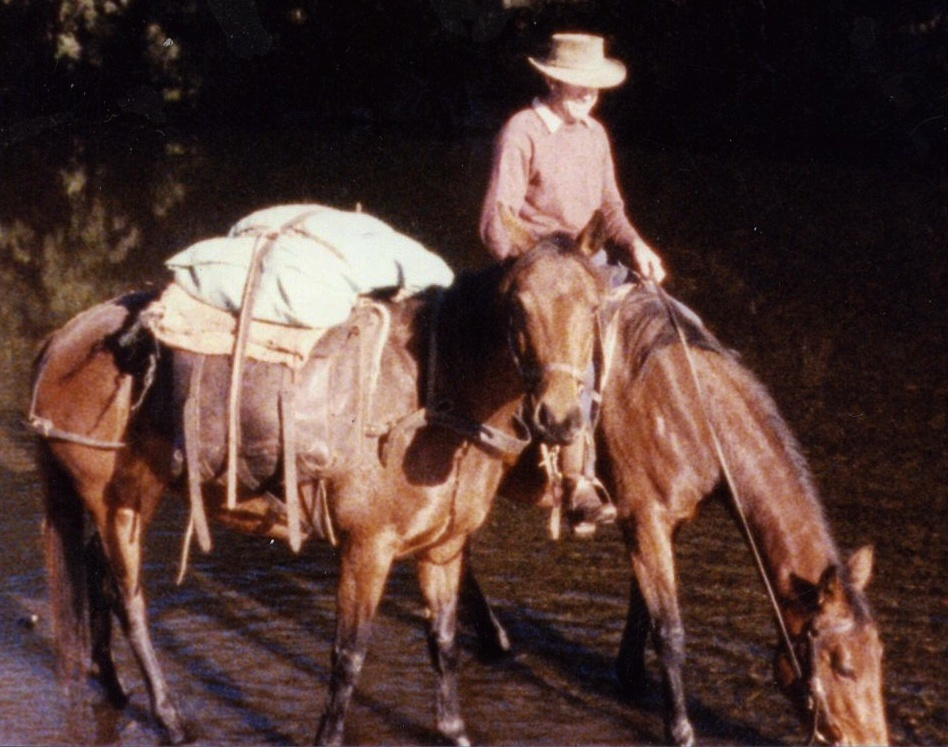
Caballo con albarda

La albarda o aceruelo es el arreo de las bestias de carga compuesto principalmente de dos grandes almohadillas que se adaptan a los dos lados del lomo, sujeta al vientre por una cincha dejando este en hueco a fin de que la carga no lastime al animal. Generalmente va colocada sobre un arzón, al que van sujetos el pretal, grupera y batipola. En México, la albarda es una silla de montar a caballo con las dos piernas de un solo lado (a mujeriegas), en lugar de sentarse a horcajadas sobre el lomo del animal.
Se utiliza mucho en las escaramuzas, en México que son ejecuciones a caballo de distintos ejercicios con un tal grado de dificultad, además de ser un acto muy vistoso para los espectadores, para ofrecer un buen acto de belleza conocidas también por estar en un carrusel charro las mujeres de a caballo viva.
Se citan las siguientes variedades:
- Albarda gallinera: la que tiene las almohadillas planas.
- Albarda maragata: la que es larga y estrecha por alusión a la que empleaban los maragatos para sus caballerías a las cuales cubría desde la raíz del cuello hasta las ancas.

## Expresiones relacionadas
- Albarda sobre albarda. Se usa cuando se impone un nuevo gravamen a quien ya está sufriendo otro y cuando en la conversación o por escrito se repite una cosa sin necesidad.
- A otro burro con esa albarda. Se dice cuando no se quiere admitir un trabajo demasiado penoso.
- Ahora llueven albardas. Se dice cuando oímos alguna cosa que nos parece imposible.
- Como la albarda al burro. Se dice familiarmente de una persona a quien está grande la ropa, principalmente si aquella es gruesa.
- Echar una albarda a uno. Abusar de la paciencia de uno, haciéndole aguantar lo que no debe.
- Volverse la albarda a la barriga. Salir una cosa al contrario de lo que se deseaba o esperaba.
- De cuando hablaban las albardas. Alusión a tiempos tan antiguos como desconocidos.
- Salta como granizo en albarda, se refiere a una persona que está hablando y otra se ofende y responde de manera agresiva, (dicho de Lobras (Granada))